# Tourcoing Lille Métropole Volley-Ball 2011-2012
Questa voce raccoglie le informazioni riguardanti il Tourcoing Lille Métropole Volley-Ball nelle competizioni ufficiali della stagione 2011-2012.

## Organigramma societario
Area direttiva
- Presidente: Vincent Royer

Area tecnica
- Allenatore: Paulo de Mendoça

## Rosa
| N° | Nome                     | Ruolo | Data di nascita  | Nazionalità sportiva |
| -- | ------------------------ | ----- | ---------------- | -------------------- |
| 2  | Lars Lorsheijd           | C     | 8 giugno 1985    | Paesi Bassi          |
| 3  | Mathieu Kreisz           | L     | 13 giugno 1993   | Francia              |
| 4  | Yacine Louati            | S     | 4 marzo 1992     | Francia              |
| 6  | Julien Lemay             | L     | 17 maggio 1982   | Francia              |
| 7  | Jonathan Winder          | P     | 4 gennaio 1986   | Stati Uniti          |
| 8  | Romain Kreisz            | P     | 14 ottobre 1990  | Francia              |
| 9  | Gary Gendrey             | C     | 30 novembre 1985 | Francia              |
| 10 | Paul Villard             | S     | 22 febbraio 1992 | Francia              |
| 11 | Jayson Jablonsky         | S     | 23 luglio 1985   | Stati Uniti          |
| 12 | Yann Lavallez            | P     | 25 agosto 1982   | Francia              |
| 16 | Rémi Fidon               | S     | 8 marzo 1991     | Francia              |
| 17 | Alexandre Gaumont-Casias | S     | 26 novembre 1984 | Canada               |
| 18 | Jovica Simovski          | S/O   | 17 novembre 1982 | Macedonia del Nord   |